# Южен Йоркшър
Южен Йоркшър (на английски: South Yorkshire) е административно метрополно графство в регион Йоркшър и Хъмбър, Англия. В състава му влизат 4 общини на обща площ от 1552 квадратни километра. Населението на областта към 2007 година е 1 299 400 жители. След 1986 година централното управление на областта е разпуснато и респективно разпределено между съставните общини.

## География
Графството е разположено на изток от ниската планинска верига „Пенинс“. Областта е вътрешна територия граничеща на северозапад със Западен Йоркшър, на югозапад с Дарбишър, на север със Северен Йоркшър и Източен Йоркшър, на изток с Линкълншър и на югоизток с област Нотингамшър.
Урбанизираната територия, образувана от сливащите се градове на Шефилд и Родъръм е сред най-населените агломерации във Великобритания.
През района протичат три по-големи реки – Диърн, Родър и Дон.

### Административно деление
| Област / графство | Община      | Община | Главен град | Други селища                                                                             |
| ----------------- | ----------- | ------ | ----------- | ---------------------------------------------------------------------------------------- |
| Южен Йоркшър      | Барнзли     |        | Барнзли     | Дартън, Пенистън, Ройстън, Хойланд, Уомбуел                                              |
| Южен Йоркшър      | Донкастър   |        | Донкастър   | Едлингтън, Конисбъро, Мексбъро, Росингтън, Тикхил, Торн, Хейтфийлд                       |
| Южен Йоркшър      | Родъръм     |        | Родъръм     | Астън, Динингтън, Молтбай, Роумарш, Суинтън, Уат                                         |
| Южен Йоркшър      | Шефилд Сити |        | Шефилд      | Beighton, Chapeltown, Highlane, Mosborough, Oughtibridge, Stocksbridge, Wharncliffe Side |

## Демография
Разпределение на населението по общини:
| Община      | Площ km2 | Население | Гъстота |
| ----------- | -------- | --------- | ------- |
| Барнзли     | 329.10   | 225 900   | 686.4   |
| Донкастър   | 568.0    | 291 600   | 513.4   |
| Родъръм     | 286.50   | 253 900   | 886.2   |
| Шефилд Сити | 367.94   | 534 500   | 1453    |

Разпределение на жителите в проценти по етническа принадлежност според преброяването от 2001 година:
- Бели (97,1%)
- Черни (Карибийци) (0,5%)
- Черни (Африканци) (0,1%)
- Черни (други) (0,2%)
- Индийци (0,3%)
- Пакистанци (1,0%)
- Китайци (0,2%)
- Азиатци (други) (0,2%)
- Други (0,4%)